# Đá wack
Đá wack là loại đá trầm tích cacbonat được hỗ trợ bằng chất nền gồm hơn 10% allochem trong chất nền bùn cacbonat. Nó thuộc một phần của bảng phân loại Dunham của đá cacbonat. Trong bảng phân loại Folk cũng được sử dụng rộng rãi, tương ứng với đá wack sẽ là oopelmicrit, cái mà allochem trong đó là ooid và peloid.